# أرتور كروز جونيور
أرتور كروز جونيور (بالإسبانية: Arturo Cruz Sequeira)‏ هو دبلوماسي نيكاراغوي، ولد في 1953 في نيكاراغوا.